# Formaldimmina
La formaldimmina o metilenimmina (nome IUPAC: metanimmina), avente formula molecolare H2C=N-H, è la più semplice delle immine, ma anche una tra le molecole semplici più elusive. È l'immina corrispondente alla formaldeide (H2C=O), dalla quale deriva formalmente per reazione con l'ammoniaca. In quanto molecola molto piccola è di notevole interesse teorico in chimica, ma anche in astrochimica: è stata trovata nell'atmosfera di Titano, ma è stata rivelata anche nella galassia Arp 220 vicinissima alla Via Lattea, e un po' dovunque negli spazi interstellari.
Un isomero strutturale della formaldimmina è il metilnitrene, avente formula CH3–N, il primo membro «organico» dei nitreni (formula generale: (H/R)–N). Come gli altri nitreni semplici in generale, quando questo viene generato si riarrangia rapidamente formando in questo caso proprio la formaldimmina con cinetica monomolecolare.

## Proprietà
La formaldimmina è un composto endotermico (ΔHƒ° = +69 ± 8 kJ/mol), sebbene alquanto meno endotermica dell'isomero metilnitrene (ΔHƒ° = +144,3 ± 8 kJ/mol) e molto meno di un altro isomero, la specie transiente carbenica amminometilene (HC−NH2, ΔHƒ° = +238,1 kJ/mol).
L'instabilità termodinamica non impedisce la sua esistenza, che però è limitata cineticamente solo alla fase gassosa (gas incolore): allo stato condensato polimerizza velocemente, anche più della maggior parte delle altre immine alifatiche derivanti dall'ammoniaca, non coniugate e non ingombrate. Può essere generata nella pirolisi della metilazide (H3C–N=N+=N–), o anche della metilammina. La reazione in soluzione della formaldeide con l'ammoniaca porta in realtà all'ottenimento della ben nota esametilentetrammina:
6 CH2O + 4 NH3  →  C6H12N4 + 6 H2O
Per la formaldimmina in fase liquida sono state stimate alcune proprietà, sebbene a volte con comprensibili ampi margini di incertezza: un punto di ebollizione di -58,4 ± 23,0 °C, una tensione di vapore di 11.752,3 ± 0,1 mmHg (~15,5 atm), un'entalpia di vaporizzazione di 19,2 ± 3,0 kJ/mol e un indice di rifrazione di 1,336.

## Struttura molecolare e altre proprietà
La molecola è precisamente isoelettronica con la formaldeide e come questa è planare, la classe di simmetria cui appartiene è Cs. L'atomo di carbonio e quello di azoto formano tra di loro un doppio legame e sono entrambi ibridati sp2; l'atomo N reca su di sé un doppietto elettronico libero, cosa che rende la molecola basica, al pari di altre immine. La molecola è notevolmente polare, μ = 2,02 D (per l'acqua μ = 1,86 D), molto più della metilammina (1,33 D), ossia della molecola satura analoga, ma meno della formaldeide (2,34 D), molecola isoelettronica, ma con O (più elettronegativo) al posto di N. 

### Parametri strutturali
Da un'indagine di spettroscopia rotazionale nella regione delle microonde è stato possibile ricavare dati strutturali per la molecola, alcuni dei quali sono qui riportati:
r(C=N) = 127,3 pm; r(C–H) = 109 pm; r(N–H) = 102,3 pm;
∠(HNC) = 110,5°; ∠(HCH) = 117,0°; ∠(NCHcis) = 125,1°;  ∠(NCHtrans) = 117,9°.
Il legame C=N è più lungo del C=O che nella formaldeide (120,78 pm), come è naturale che sia, a causa del minore raggio covalente di O rispetto a N, ed anche per la maggiore polarità del legame C=O nella formaldeide. È invece leggermente più corto del suo valor medio nelle altre immine non coniugate, valore che cade nell'intervallo 129-131 pm; l'incremento in lunghezza per queste ultime è dovuto agli effetti dell'iperconiugazione con il doppio legame C=N dei sostituenti alchilici presenti su C o su N, o su entrambi, alchili che qui invece non ci sono.
La lunghezza del legame C–H è quella normale (109 pm), e quella di N–H non è apprezzabilmente superiore al valore normale (101 pm).
L'angolo su N è molto minore rispetto a quello ideale per l'ibridazione sp2 (120°) ed è anzi vicinissimo all'angolo tetraedrico (109,5°, sp3); questo potrebbe essere dovuto all'effetto della coppia solitaria presente su N che, in accordo alle indicazioni del modello VSEPR, occupa più spazio angolare delle coppie di legame.
Calcoli quantomeccanici sulla formaldimmina hanno fornito anch'essi informazioni strutturali, trovando una distanza C-N di 126,7 pm, che è essenzialmente in accordo con il dato sperimentale, ma trovando anche il valore della barriera energetica per l'inversione ad ombrello dell'atomo di azoto, pari a 107, 8 kJ/mol; confermano poi che l'ibridazione di N è essenzialmente sp2 e che nello stato di transizione attraverso il quale avviene l'inversione la sua ibridazione arriva ad essere sp e questo comporta un lieve accorciamento del legame C−N e un conseguente lieve aumento dell'ordine di legame, mentre la disposizione del frammento C-N-H diviene lineare al raggiungimento dello stato di transizione stesso.

### Chimica ionica in fase gassosa
La molecola della formaldimmina, con gli atomi C e N ibridati sp2, ha un potenziale di ionizzazione di 9,99 eV, un valore che è un po' più alto di quello della metilammina (8,9±0,1 eV), che ha C e N ibridati sp3; il maggior carattere s (33% contro 25%), in questo caso nella formaldimmina, rende tali atomi più elettronegativi e da essi dovrebbe essere più difficoltoso allontanare elettroni, come qui si verifica; in effetti, nella molecola dell'acido cianidrico (H-C≡N), con gli stessi atomi, ma questa volta ibridati sp, il suddetto potenziale è infatti ancora più alto:13,60 eV. Il potenziale di ionizzazione verticale della molecola è riportato come 10,62 eV.
L'affinità protonica della formaldimmina, una misura della sua basicità intrinseca, è pari a 853,6 kJ/mol che, per le stesse considerazioni qualitative appena viste sopra, è minore di quello della metilammina (899,0 kJ/mol), ma è maggiore di quella dell'acido cianidrico (712,9 kJ/mol). L'addizione di H+ alla formaldimmina porta al catione molecolare H2C=+NH2, che è precisamente isoelettronico all'etene, con simmetria C2v.
L'affinità elettronica della formaldimmina, molecola che seppur insatura ha un guscio elettronico completo, è bassa ed è stata valutata sperimentalmente in 0,5 ± 0,1 eV.
In fase gassosa la formaldimmina può essere deprotonata all'azoto da opportune basi, dando l'anione molecolare H2C=N:–, precisamente isoelettronico con la formaldeide. L'affinità protonica di questa specie, pari a 1.625 ± 21 kJ/mol, è una misura della sua basicità intrinseca ma anche, al tempo stesso, della forza acida della formaldimmina; per confronto, l'affinità protonica dello ione cianuro è molto minore e ammonta a 1.464 ± 4,2 kJ/mol, il che vuol dire che l'acidità dell'acido cianidrico è molto maggiore, come in effetti è naturale attendersi dalle differenti ibridazioni.